# Pituna
Pituna – rodzaj ryb karpieńcokształtnych z rodziny strumieniakowatych (Rivulidae).

## Klasyfikacja
Gatunki zaliczane do tego rodzaju:
- Pituna brevirostrata
- Pituna compacta
- Pituna obliquoseriata
- Pituna poranga
- Pituna schindleri
- Pituna xinguensis